# Backwater Glacier
Backwater Glacier är en glaciär i Antarktis. Den ligger i Östantarktis. Nya Zeeland gör anspråk på området. Backwater Glacier ligger 537 meter över havet.
Terrängen runt Backwater Glacier är kuperad åt sydväst, men åt nordost är den bergig. Trakten är obefolkad. Det finns inga samhällen i närheten. 